# Kenesaw Mountain Landis
Kenesaw Mountain Landis (ur. 20 listopada 1866, zm. 25 listopada 1944) – amerykański sędzia federalny w latach 1905–1922 i pierwszy komisarz Major League Baseball (MLB) powołany na to stanowisko w 1920.

## Życiorys
W 1891 ukończył studia prawnicze na Northwestern University, a następnie podjął pracę w tym zawodzie w Chicago. W 1905 prezydent Theodore Roosevelt powołał go na stanowisko sędziego federalnego dla Północnego Dystryktu stanu Illinois. Po zakończeniu sezonu 1914 do sądu federalnego wpłynął wniosek, w którym właściciele klubów Federal League oskarżali zarządy dwóch lig MLB, National League i American League, o naruszenie ustawy Shermana; sprawie przewodniczył Landis, który był fanem Chicago Cubs i wezwał obie strony do negocjacji, jednak Federal League z powodu kłopotów finansowych została rozwiązana na jesieni 1915.
W związku ze skandalem jaki miał miejsce podczas World Series 1919 roku, utworzono stanowisko komisarza ligi, na które powołano Landisa. W 1920 rozprawa sądowa zakończyła się uniewinnieniem ośmiu zawodników Chicago White Sox, którzy byli zamieszani w ustawienie meczów finałowych, jednak Landis zawiesił wszystkich biorących udział w skandalu dożywotnim wykluczeniem z zawodowego baseballu. Funkcję komisarza ligi pełnił do swojej śmierci 25 listopada 1944. Miesiąc później został uhonorowany członkostwem w Baseball Hall of Fame.